# Neolophonotus
Neolophonotus is een geslacht van vliegen uit de familie van de roofvliegen (Asilidae)

## Soorten
- N. abuntius (Walker, 1849)
- N. acrolophus Londt, 1988
- N. acrophilia Londt, 1988
- N. acuminatus Londt, 1985
- N. agrestis Londt, 1985
- N. aktites Londt, 1985
- N. albibarbis (Macquart, 1846)
- N. albocuneatus Hull, 1967
- N. albofasciatus (Ricardo, 1900)
- N. albopilosus (Ricardo, 1920)
- N. albovittatus (Schiner, 1867)
- N. albus (Loew, 1858)
- N. algidus Londt, 1988
- N. amplus Londt, 1985
- N. anatolicus Londt, 1988
- N. angola (Curran, 1934)
- N. anguicolis Londt, 1985
- N. angustibarbus (Loew, 1858)
- N. annae Londt, 1988
- N. annettae Londt, 1988
- N. anomalus Londt, 1986
- N. antidasophrys Londt, 1986
- N. aphellas (Walker, 1849)
- N. arboreus Londt, 1988
- N. argyphus Londt, 1988
- N. atopus Londt, 1986
- N. atrox Londt, 1988
- N. attenuatus Hull, 1967
- N. aureolocus Londt, 1988
- N. ausensis Londt, 1985
- N. avus Londt, 1988
- N. baeoura Londt, 1988
- N. bamptoni Londt, 1987
- N. bezzi Londt, 1986
- N. bicuspis Londt, 1985
- N. bigoti Londt, 1988
- N. bimaculatus Londt, 1986
- N. boa Londt, 1988
- N. botswana Londt, 1988
- N. braunsi Londt, 1986
- N. brendani Londt, 1988
- N. breonii (Macquart, 1838)
- N. brevicauda Londt, 1985
- N. bromleyi Londt, 1987
- N. brunales Londt, 1988
- N. carnifex Londt, 1988
- N. carorum Londt, 1986
- N. circus Londt, 1988
- N. clavulus Londt, 1988
- N. coetzeei Londt, 1985
- N. colubris Londt, 1988
- N. comatus (Wiedemann, 1821)
- N. congoensis (Ricardo, 1920)
- N. coronatus Londt, 1987
- N. costatus Londt, 1988
- N. crassicolis Londt, 1985
- N. crassifemoralis Londt, 1986
- N. crenulatus Londt, 1985
- N. crinitus Londt, 1986
- N. cristatus Londt, 1988
- N. culinarius Londt, 1985
- N. currani Londt, 1988
- N. cuthbertsoni (Curran, 1934)
- N. cymbius Londt, 1988
- N. cynthiae Londt, 1988
- N. chaineyi Londt, 1986
- N. chionthrix Hull, 1967
- N. chrysopylus Londt, 1988
- N. chubbii Bromley, 1947
- N. declivicauda Londt, 1988
- N. depilis Londt, 1986
- N. destructor Londt, 1988
- N. diana Londt, 1988
- N. dichaetus Hull, 1967
- N. dolabratus Londt, 1988
- N. dondoensis Londt, 1986
- N. dubius (Bezzi, 1892)
- N. dysmicus Londt, 1988
- N. efflatouni Londt, 1987
- N. elgon Oldroyd, 1939
- N. ellenbergeri Londt, 1988
- N. engeli Londt, 1988
- N. ensiculus Londt, 1987
- N. erythracanthus (Hermann, 1907)
- N. expandocolis Londt, 1985
- N. feijeni Londt, 1988
- N. fimbriatus Hull, 1967
- N. flavibarbis (Macquart, 1838)
- N. floccus Londt, 1987
- N. forcipatus (Macquart, 1838)
- N. fumosus Londt, 1988
- N. gemsbock Bromley, 1936
- N. genitalis (Ricardo, 1925)
- N. gertrudae Londt, 1985
- N. gilvipilosus Londt, 1988
- N. gorongoza Londt, 1988
- N. gravicauda Londt, 1988
- N. grossus Bromley, 1936
- N. haplotherates Londt, 1987
- N. hara Londt, 1986
- N. hessei Londt, 1986
- N. hilaryae Londt, 1988
- N. hirsutus (Ricardo, 1920)
- N. hirtipes (Ricardo, 1920)
- N. hobbyi Londt, 1988
- N. holmi Londt, 1988
- N. holoxanthus Engel, 1927
- N. hulli Londt, 1988
- N. hymenotelus Londt, 1988
- N. indicus Bromley, 1935
- N. io Londt, 1986
- N. iota Londt, 1988
- N. irwini Londt, 1986
- N. isse (Walker, 1849)
- N. jubatus Londt, 1988
- N. junodi Londt, 1985
- N. kalahari Londt, 1985
- N. karooensis Londt, 1987
- N. kerteszi Londt, 1988
- N. klebsi (Meunier, 1908)
- N. kolochaetes Londt, 1986
- N. ktenistus Londt, 1986
- N. labeonis Londt, 1988
- N. lacustrinus Londt, 1988
- N. ladon (Walker, 1849)
- N. lasius Londt, 1988
- N. lawrencei Londt, 1985
- N. leechi Londt, 1988
- N. leoninus (Schiner, 1867)
- N. leptostylus Londt, 1988
- N. leucodiadema Londt, 1988
- N. leucopygus Engel, 1927
- N. leucotaenia (Bezzi, 1906)
- N. leucothrix Londt, 1985
- N. lightfooti Londt, 1986
- N. lindneri Londt, 1988
- N. loewi Londt, 1988
- N. loganius Londt, 1988
- N. longicauda Londt, 1988
- N. louisi Londt, 1986
- N. macquarti Londt, 1986

- N. macrocerus Londt, 1985
- N. macromystax Londt, 1986
- N. macropterus (Loew, 1854)
- N. maculipennis (Lindner, 1955)
- N. mafingaensisy Londt, 1988
- N. malawi Londt, 1988
- N. manselli Londt, 1986
- N. margaracta Londt, 1988
- N. marshalli Hobby, 1934
- N. mediolocus Londt, 1988
- N. megaphallus Londt, 1987
- N. meiswinkeli Londt, 1988
- N. melanolophus (Loew, 1858)
- N. melanoura Londt, 1988
- N. melinus Londt, 1987
- N. membrana Londt, 1987
- N. membraneus Londt, 1988
- N. mesotopus Londt, 1988
- N. micropterus (Macquart, 1838)
- N. midas Londt, 1988
- N. milvus Londt, 1988
- N. milleri Londt, 1985
- N. minutus Hull, 1967
- N. molestus Londt, 1988
- N. molitor (Wiedemann, 1828)
- N. montanus (Ricardo, 1920)
- N. munroi Londt, 1987
- N. namaqua Londt, 1985
- N. namibiensis Londt, 1985
- N. nanus (Bezzi, 1906)
- N. natalensis (Ricardo, 1920)
- N. necator Londt, 1988
- N. nero Londt, 1988
- N. nigripes (Ricardo, 1920)
- N. nigriseta Londt, 1985
- N. nisus Londt, 1988
- N. niveus Londt, 1987
- N. nodus Londt, 1988
- N. notius Londt, 1988
- N. obtectocolis Londt, 1985
- N. occesilitus Londt, 1987
- N. occidualis Londt, 1988
- N. ochrochaetus Hull, 1967
- N. oldroydi Londt, 1988
- N. orientalis (Ricardo, 1920)
- N. pachystylus Londt, 1988
- N. parvus (Ricardo, 1920)
- N. pellitus (Wiedemann, 1819)
- N. penrithae Londt, 1988
- N. percus Londt, 1988
- N. pilosus Londt, 1986
- N. pinheyi Londt, 1986
- N. pollex Londt, 1987
- N. porcellus (Speiser, 1910)
- N. pusillus Londt, 1988
- N. quickelbergei Londt, 1988
- N. ramus Londt, 1988
- N. rapax (Ricardo, 1920)
- N. raptor Londt, 1988
- N. raymondi Londt, 1987
- N. rhodesii (Ricardo, 1920)
- N. rhopalotus Londt, 1988
- N. roberti Londt, 1990
- N. robertsoni Londt, 1985
- N. robustus (Ricardo, 1922)
- N. rolandi Londt, 1985
- N. rossi Londt, 1986
- N. rudi Londt, 1988
- N. rufus (Macquart, 1838)
- N. salina Londt, 1987
- N. sanchorus Londt, 1987
- N. satanus Londt, 1987
- N. saxatilus Londt, 1988
- N. schalki Londt, 1985
- N. schoemani Londt, 1985
- N. schofieldi Londt, 1988
- N. setiventris (Loew, 1858)
- N. seymourae Londt, 1986
- N. sicarius Londt, 1988
- N. similis (Ricardo, 1920)
- N. sinis Londt, 1988
- N. sinuvena Londt, 1987
- N. somali Londt, 1990
- N. soutpanensis Londt, 1986
- N. spinicaudata Londt, 1985
- N. spiniventris (Loew, 1858)
- N. spinosus Londt, 1988
- N. spoliator Londt, 1987
- N. squamosus Londt, 1985
- N. stannus (Ricardo, 1925)
- N. stevensoni Londt, 1985
- N. struthaulon Londt, 1987
- N. stuckenbergi Londt, 1986
- N. suillus (Fabricius, 1805)
- N. swaensis Londt, 1985
- N. tanymedus Londt, 1986
- N. theroni Londt, 1985
- N. tibialis (Macquart, 1838)
- N. torridus Londt, 1985
- N. tribulosus Londt, 1988
- N. trilobius Londt, 1985
- N. truncatus Londt, 1985
- N. umbrivena Londt, 1987
- N. uncinus Londt, 1988
- N. unicalamus Londt, 1987
- N. vansoni Bromley, 1936
- N. variabilis Londt, 1986
- N. variegatus Londt, 1988
- N. vermiculatus Londt, 1988
- N. vincenti Londt, 1988
- N. virescens Engel, 1927
- N. walkeri Londt, 1988
- N. wiedemanni Londt, 1988
- N. wroughtoni (Ricardo, 1920)
- N. xanthodasus Londt, 1988
- N. xiphichaetus Hull, 1967
- N. zambiensis Londt, 1986
- N. zigzag Londt, 1988
- N. zimbabwe Londt, 1985
- N. zogreus Londt, 1986
- N. zopherus Londt, 1986
- N. zulu Londt, 1985